# Wilcox (Saskatchewan)
Wilcox es un pueblo canadiense situado en la provincia de Saskatchewan.

## Superficie
Wilcox tiene una superficie de 1,43 km².

## Demografía
En 2021, tenía 261 habitantes, una densidad poblacional de 183,1 hab./km², y 93 viviendas.